# Классическая физика
Класси́ческая фи́зика — физика до появления квантовой теории и теории относительности. Основы классической физики были заложены в Эпоху Возрождения рядом учёных, из которых особенно выделяют Ньютона — создателя классической механики.
Классическая физика основана на следующих принципах:
- причины однозначно определяют следствия (детерминизм);
- пространство и время являются абсолютными — это означает, что они никак не зависят от материи, заполняющей пространство и от её движения, при этом результаты измерения пространственных и временны́х отрезков не зависят от выбранной системы отсчёта, в частности, от скорости движения измеряемого объекта относительно наблюдателя;
- изменения любых величин, характеризующих физическую систему, являются непрерывными — это значит, что при переходе от одного фиксированного состояния к другому физическая система проходит через бесконечное множество переходных состояний, в которых все физические параметры системы принимают промежуточные значения между значениями в начальном и конечном состояниях.

Фундаментальными теориями классической физики являются
- Классическая механика
- Термодинамика и статистическая физика
- Классическая электродинамика

От Галилея и Ньютона до Максвелла и Больцмана в рамках классической физики была создана картина строения физического мира, казавшаяся во второй половине XIX века безупречно точной и исчерпывающе полной.

## Кризис классической физики на рубеже XIX—XX веков
К началу XX столетия накопился ряд вопросов, на которые в рамках классической физики не удавалось найти ответы.
- Спектры электромагнитного излучения. Классическая теория (см. Закон Рэлея — Джинса) не давала удовлетворительного описания спектров излучения абсолютно чёрного тела (см. Ультрафиолетовая катастрофа), и существенно расходилась с экспериментально наблюдаемыми. Линейчатые спектры излучения и поглощения света газообразными веществами также не находили объяснения в рамках классической физики.
- Источник энергии Солнца и звёзд. Гипотезы происхождения энергии звёзд, которые могла предложить классическая физика давали ничтожные значения этой энергии, явно не отвечающие действительности.
- Явление радиоактивности, обнаруженное в 1896 г. А. Беккерелем, и изученное в конце XIX в. Марией и Пьером Кюри, свидетельствовало о том, что в атомах вещества заключается огромная (по сравнению с их размерами и массой) энергия, происхождение которой в рамках классической физики было необъяснимо.
- Красная граница внешнего фотоэффекта — максимальная (для данного материала катода) длина волны электромагнитного излучения, выше которой фотоэффект не наблюдается при любой интенсивности облучения, также не находила объяснения в классической физике.
- Экспериментальные наблюдения электрона — частицы, обнаруженной в конце XIX в., показали, что отношение его заряда к массе не постоянно, а зависит от скорости его движения, что противоречило теоретическим положениям классической физики.
- К концу XIX века всё больше сомнений вызывала концепция абсолютного пространства, которое (в соответствии с самой этой концепцией) является ненаблюдаемым. Возникало противоречие: для физики (по определению) не существует вещей, не обнаруживаемых ни в каких экспериментах, а между тем, во всех теоретических построениях классической физики явно или неявно предполагается существование абсолютного пространства. Некоторое время сохранялась надежда разрешить это противоречие путём обнаружения эфира — гипотетической материальной среды, заполняющей абсолютное пространство, и в которой (как предполагалось) распространяются электромагнитные волны, но опыт Майкельсона, поставленный в 1887 году именно с этой целью, существование эфира не обнаружил.

Несоответствие этих и других наблюдаемых явлений классическим теориям порождало сомнение во всеобщности тех фундаментальных принципов, на которых построены эти теории, в том числе законов сохранения массы, энергии и импульса. Эту ситуацию знаменитый французский математик и физик Анри Пуанкаре назвал «кризисом физики».
Что же остаётся нетронутым среди всех этих руин?… Какую же позицию должна занять математическая физика при наличии этого всеобщего разгрома принципов?

## Становление «новой физики»

### Квантовая теория
В 1900 г. немецкий физик Макс Планк предлагает квантовую теорию излучения, согласно которой свет излучается не непрерывно (как это предполагается классической теорией), а дискретно — порциями, которые Планк назвал квантами. Несмотря на парадоксальность этой теории (в которой излучение света рассматривается, как непрерывный волновой процесс, и, в то же время, как поток частиц — квантов), она хорошо описывала форму непрерывного спектра теплового излучения твёрдых и жидких тел.
В 1905 г. Альберт Эйнштейн, исходя из предположения квантовой природы света, даёт математическое описание явления фотоэффекта, при этом становится объяснимой природа красной границы фотоэффекта. (Именно за эту работу, а не за Теорию относительности, Эйнштейну в 1921 г. присуждается Нобелевская премия.)
В 1926 г. Нильс Бор предлагает Квантовую теорию атома, согласно которой электроны, составляющие электронную оболочку атома, могут находиться только в счётном множестве дискретных состояний (орбит) с фиксированными параметрами (квантовыми числами), а переходы электрона с орбиты на орбиту происходят при поглощении или излучении квантов света не непрерывно, а скачкообразно, без промежуточных состояний (см. Постулаты Бора). Таким образом, квантовый принцип, помимо света, распространялся и на движение электрона. Эта теория хорошо объясняла линейчатый спектр излучения и поглощения электромагнитных волн газами, а кроме того, позволяла понять физическую природу химического соединения, свойств химических элементов, и Периодического закона Менделеева.
В дальнейшем квантовая механика становится главным инструментом теоретической физики при описании процессов микромира. В ходе развития квантовой механики произошёл отказ от жёсткого детерминизма классической физики, и принят принцип неопределённости Гейзенберга (см.).
Благодаря квантовым представлениям удалось найти адекватные описания явлений, происходящих в ядрах атомов и в недрах звёзд, радиоактивности, физики элементарных частиц, физики твёрдого тела, физики низких температур (сверхпроводимости и сверхтекучести). Эти представления послужили теоретической базой для создания множества практических приложений физики: атомной энергетики, полупроводниковой техники, лазеров и др.

### Теория относительности
В 1905 г. Альберт Эйнштейн предложил Специальную теорию относительности, в которой отвергается концепция абсолютности пространства и времени, и декларируется их относительность: величины пространственных и временных отрезков, относящихся к некоторому физическому объекту, зависят от скорости движения объекта относительно выбранной системы отсчёта (системы координат). В разных системах координат эти величины могли принимать разные значения. В частности, одновременность независимых физических событий также была относительной: события происходившие одновременно в одной системе координат, в другой могли происходить в разные моменты времени. Эта теория позволяла построить логически непротиворечивую кинематическую картину мира без использования понятий ненаблюдаемых абсолютного пространства, абсолютного времени и эфира.
Некоторое время теория оставалась гипотезой, не имеющей экспериментальных подтверждений, а в 1916 г. Эйнштейн публикует Общую теорию относительности — механику, построенную на принципах относительности, декларированных в специальной теории. Вскоре эта теория нашла подтверждение — объяснение аномальной прецессии перигелия Меркурия, которую классическая астрономия безуспешно пыталась объяснить наличием в Солнечной системе ещё одной планеты, более близкой к Солнцу, чем Меркурий, и которую так и не удалось обнаружить. На сегодня имеется уже большое количество экспериментальных доказательств справедливости теории относительности. В частности, и объяснение обнаруженной ещё в XIX в. зависимости массы электрона от его скорости: согласно теории относительности наблюдаемая масса любого физического тела тем больше, чем больше скорость его движения относительно наблюдателя, а электроны, наблюдаемые в экспериментах, имеют обычно достаточно большую скорость, чтобы проявление релятивистских эффектов было заметно.

## Классическая физика сегодня
Несмотря на то, что в рамках классической физики многие явления не нашли адекватного описания, она и сегодня является существенной частью «золотого фонда» знаний человечества, и наиболее востребована в большинстве приложений физики и инженерных дисциплин. Она входит обязательной составной частью в курсы общей физики, преподающиеся во всех естественнонаучных и инженерных учебных заведениях мира.
Объясняется это тем, что преимущества «новой физики» сказываются только в специальных случаях.
- Квантовые эффекты существенно проявляются в микромире — на расстояниях сравнимых с размерами атома, при много бо́льших расстояниях квантовые уравнения сводятся к классическим.
- Неопределённость Гейзенберга, существенная на уровне микромира, на уровне макромира исчезающе мала по сравнению с погрешностями практических измерений физических величин и результатов вычислений, основанных на этих измерениях.
- Релятивистская физика точнее описывает объекты гигантской массы (сравнимой с массой галактик), и движение тел со скоростями, близкими к скорости света. При малых скоростях и малых массах описываемых объектов уравнения теории относительности сводятся к уравнениям классической механики.

В то же время, математический аппарат классической физики проще и понятней с позиций повседневного опыта, и в большинстве случаев точность результатов, полученных методами классической физики, вполне удовлетворяет потребностям практики.
Таким образом, «новая физика» не только не привела к полному отрицанию методов и достижений классической физики, но спасла её от «всеобщего разгрома», о котором писал А. Пуанкаре в 1905 г., ценой отказа от таких классических принципов, как детерминизм, непрерывность изменений физических величин, и абсолютность пространства и времени.